# Represiunea ideologică în Uniunea Sovietică
Represiunea ideologică în Uniunea Sovietică a vizat diferitele viziuni asupra lumii și categoriile de persoane care le-au promovat. 

## Represiune ideologică în artă
Până la sfârșitul anilor 1920, au fost tolerate diverse forme de exprimare artistică. Cu toate acestea, o creștere a amplorii represiunii politice sovietice, marcată de primul proces-spectacol, Procesul Șahti, a adus în atenția bolșevicilor întrebarea dacă „intelectualitatea burgheză”, inclusiv lucrătorii din domeniul culturii și artelor, poate fi loială și demnă de încredere. Ca o primă măsură a fost o emiterea unei instrucțiuni către Asociația Rusă a Scriitorilor Proletari prin care membrii erau îndemnați „să biciuiască și să pedepsească aspru [literatura] în numele partidului”. În acest fel era încurajată efectiv cenzura literaturii din motive ideologice. Printre primii autori vizați de cenzură Evgheni Zamiatin și Boris Pilniak.
În scurt timp a fost impus conceptul de „realism socialist”, ca formă de artă aprobată oficial, ca instrument de propagandă și ca principal criteriu al cenzurii ideologice.

## Represiunea ideologică în cercetarea științifică
Anumite domenii științifice din Uniunea Sovietică au fost supuse la represiune după ce au fost etichetate ca fiind suspecte din punct de vedere ideologic. În unele cazuri, consecințele influențelor ideologice au fost dramatice. Reprimarea cercetării a început în timpul epocii lui Stalin și a continuat, în forme atenuate, după moartea dictatorului.